# Piatnickoje (obwód biełgorodzki)
Piatnickoje (ros. Пятницкое) – osiedle typu miejskiego w Rosji, w obwodzie biełgorodzkim, w rejonie wołokonowskim. W 2010 liczyło 4536 mieszkańców.